# 変分法
解析学の一分野、変分法（へんぶんほう、英: calculus of variations, variational calculus; 変分解析学）は、汎函数（函数の集合から実数への写像）の最大化や最小化を扱う。汎函数はしばしば関数とその導関数を含む定積分として表される。この分野の主な興味の対象は、与えられた汎函数を最大・最小とするような「極値」函数、あるいは汎函数の変化率を零とする「停留」関数である。
そのような問題のもっとも単純な例は、二点を結ぶ最短の曲線を求める問題である。何の制約も無ければ二点を結ぶ直線が明らかにその解を与えるが、例えば空間上の特定の曲面上にある曲線という制約が与えられていれば、解はそれほど明らかではないし、複数の解が存在し得る。この問題の解は測地線と総称される。関連する話題としてフェルマーの原理は「光は二点を結ぶ最短の光学的長さを持つ経路を通る。ただし光学的長さは間にある物質によって決まる」ことを述べる。これは力学における最小作用の原理に対応する。
重要な問題の多くが多変数関数を含む。ラプラス方程式の境界値問題の解はディリクレの原理を満足する。 プラトーの問題は空間内の与えられた周回路の張る面積が最小の曲面（極小曲面）を求める問題であり、しばしばその解を石鹸水に浸した枠が張る石鹸膜として見つけるデモンストレーションを目にする。こうした経験は比較的容易に実験できるけれども、その数学的解釈は簡単とはほど遠い（局所的に最小化する曲面は複数存在し得るし、非自明な位相を持ち得る）。

## 歴史
変分法は、ヨハン・ベルヌーイが1696年に取り挙げた最速降下曲線問題によって始まったといわれている。
この問題はすぐにヤコブ・ベルヌーイおよびロピタルの目に留まることになるが、1733年にレオンハルト・オイラーによって初めて詳細に述べられた。
ラグランジュはオイラーの著作に影響を受け、この理論へ大きく貢献した。
1755年に当時19歳だったラグランジュの研究を見た後、オイラーは自身の多少幾何学的であったアプローチを放棄し、ラグランジュによる純粋に解析的なアプローチを採用した。
そして、1756年の講義 "Elementa Calculi Variationum" において、このテーマを変分法と改名した。
ルジャンドルは1786年に最大値と最小値とを区別するための手法を確立したが、これは完全に十分なものとは言えなかった。
この主題に関しては、アイザック・ニュートンとゴットフリート・ライプニッツも早くから注目していた。
この判別法に対する貢献は、Brunacci (1810), ガウス (1829), ポアソン (1831), オストログラツキー (1834), ヤコビ (1837) など数多く存在する。
一般的である重要な成果として1842年におけるサラスの著作があり、これは1844年にコーシーによって要約・改良された。
その他にも重要な研究論文や回顧録が Strauch (1849), Jellett (1850), ルートヴィヒ・オットー・ヘッセ (1857), Clebsch (1858), Carll (1885) などに書かれているが、19世紀において最も重要な成果はおそらくワイエルシュトラスによるものである。
その高名な講座は画期的なものであり、彼によってこの理論は確固たる疑いようのない基礎の上に置かれたと言える。
1900年に発表されたヒルベルトの23の問題の20番目と23番目は、この分野の更なる発展を促した。
20世紀に入ると、ヒルベルト、ネーター、レオニダ・トネリ、ルベーグ、アダマールらが多大な貢献をした。
マーストン・モースは、今日モース理論と呼ばれるものに変分法を応用した。
ポントリャーギン、ラルフ・ロッカフェラーおよび F. H. Clarke は、最適制御理論において変分法に対する新しい数学的な道具を開発した。
リチャード・ベルマンの動的計画法は、変分法の代替となるもののひとつである。

## 極値
変分法は汎函数の極大と極小（総称して「極値」と呼ばれる）に注目する。函数が数値的な変数に依存して決まるのとある意味同じように、汎函数は函数に依存して決まり、またその意味で函数の函数としても記述される。
固定された定義域の上で定義された函数からなる函数空間が与えられたとき、その元を動く函数変数 y に関して汎函数は極値を持つ。汎函数 J[ y ] が函数 f において極値を持つとは、増分 ΔJ = J[y] - J[f] が f の任意に小さな近傍に属する任意の y に対して同じ符号を持つときに言う。このとき函数 f は極値函数あるいは極値点 (extremal) と呼ばれる。極値 J[f] が極大であるとは f の任意に小さな近傍の各点において ΔJ ≤ 0 を満たすときに言う。また極小であるとは同様に ΔJ ≥ 0 であるときに言う。連続関数の空間に対して、対応する汎函数の極値は、連続関数の一階導関数が全て連続となるかまたは否かに従って、それぞれ弱極値 (weak extrema) または強極値 (strong extrema) と呼ばれる。
汎函数の強極値・弱極値はともに連続関数の空間に対するものだが、弱極値はその空間に属する関数の一階導関数が連続という追加の要件を持つ。強極値は弱極値でもあるが、逆は真ではない。強極値を求めることは弱極値を求めることよりも困難である。弱極値を求めるために用いる必要条件の一つの例として、オイラー＝ラグランジュ方程式がある 。

## 変分および極小値に関するある十分条件
変分法は、汎函数の引数である関数のわずかな変化によって生じる小さな変動としての汎函数の変分に注目する。一次変分は汎函数の増分の一次成分（線型部分）として定義され、二次変分は汎函数の増分の二次成分として定義される。
例えば J[y] は関数 y = y(x) を引数とする汎函数とし、h = h(x) は y と同じ函数空間に属する関数として引数を y から y + h へわずかに変化させるとき、対応する汎函数の増分は ΔJ[h] = J[y + h] − J[y] で与えられる。
汎函数 J[y] が微分可能であるとは、線型汎函数 φ[h] が存在して ΔJ[h] = φ[h] + ε‖ h ‖ とできるときに言う。ただし、‖ h ‖ は h のノルムであり、εは ‖ h ‖ → 0 のとき ε → 0 を満たすものとする。このとき、線型汎函数 φ を J[y] の一次変分とよび δJ と表す: 
{\displaystyle {\mathit {\delta J}}[h]:=\phi [h].}
また汎函数 J[y] が二回微分可能とは、一次変分 φ1[h] および二次汎函数 φ2[h] が存在して ΔJ[h] = φ1[h] + φ2[h] + ε‖ h ‖2 とできるときに言う。ただし、ε は ‖ h ‖ → 0 のとき ε → 0 である。二次汎函数 φ2 を J[y] の二次変分と呼び、 δ2J と書く:
{\displaystyle \delta ^{2}\!J[h]:=\phi _{2}[h].}
二次変分 δ2J[h] が強く正 (strongly positive) であるとは、適当な定数 k > 0 が存在して、任意の h に対し δ2J[h] ≥ k‖ h ‖2 を満たすときに言う。
極小値の十分条件
汎函数 J[y] が y = ŷ において極小となるには、y = ŷ において一次変分が δJ[h] = 0 かつ二次変分 δ2J[h] が強く正となることが十分である